# Hålsjön (Västerhaninge socken, Södermanland)
Hålsjön är en sjö i Haninge kommun i Södermanland och ingår i Tyresån-Trosaåns kustområde. Sjön är 1,4 meter djup, har en yta på 0,02 kvadratkilometer och är belägen 69,6 meter över havet.